# Yesterdays Heroes
Yesterdays Heroes er en film instrueret af Jon Bang Carlsen.